# Batman: Arkham Asylum
Batman: Arkham Asylum (с англ. — «Бэтмен: Лечебница Аркхэм») — компьютерная игра в жанре action-adventure с элементами стелса, разработанная британской студией Rocksteady Studios и изданная Eidos Interactive совместно с Warner Bros. Interactive Entertainment. Игра основана на комиксах DC Comics о Бэтмене, и сценарий для неё написал Пол Дини, много лет работавший над комиксами этой серии, а также мультсериалами. В Arkham Asylum заклятый враг Бэтмена, Джокер, захватывает власть над психиатрической лечебницей Аркхэм; Бэтмен под управлением игрока должен восстановить порядок в лечебнице и сорвать план Джокера, угрожающего взорвать Готэм-Сити с помощью спрятанных бомб.
В ходе игры Бэтмен должен обследовать лечебницу Аркхэм, используя различные способности, детективные навыки и гаджеты. Бэтмен может свободно перемещаться по лечебнице Аркхэм, взаимодействуя с неиграбельными персонажами и выполняя миссии, а также открывая новые области, продвигаясь по сюжету и получая новые гаджеты. Игрок также может выполнять побочные задания, которые могут разблокировать коллекционные предметы и дополнительный контент. Боевая система фокусируется на комбо-атаках против многочисленных противников, избегая при этом урона, а стелс-механика позволяет Бэтмену скрываться в определённых местах, используя окружающую среду и гаджеты для бесшумной нейтрализации врага.
Rocksteady Studios начала разработку игры в мае 2007 года с командой из 40 человек; к концу разработки проекта численность студии увеличилась до шестидесяти. Атмосфера и дизайн игры были вдохновлены комиксами про Бэтмена под авторством Фрэнка Миллера и Нила Адамса, а также комиксом Гранта Моррисона «Дом скорби на скорбной земле». Игра разработана на движке Unreal Engine 3. За всё время разработки Arkham Asylum претерпела несколько изменений как в геймплейном, так и в сценарном плане; были вырезаны многие сюжетные моменты, а также некоторые противники Бэтмена, которые не соответствовали тону повествования. За несколько месяцев до завершения создания Arkham Asylum Rocksteady принялась разрабатывать концепцию следующей игры про Бэтмена, оставив намёки на продолжение в игре. Большинство героев озвучены актёрами, принимавшими участие в анимационных проектах от DC.
Batman: Arkham Asylum вышла в августе 2009 года на игровых консолях PlayStation 3 и Xbox 360, версия для Windows вышла через месяц. Игра получила единодушное признание публики и критиков; особых похвал были удостоены её мрачное повествование и боевая система. Рецензенты назвали её «величайшей игрой по комиксам всех времён» и «лучшей игрой о супергероях». Arkham Asylum получила множество наград и была признана «Игрой года» различными игровыми журналами, а также была занесена в Книгу рекордов Гиннесса как «Самая признанная игра о супергероях». Игра считается одной из величайших видеоигр всех времён. В марте 2010 года вышло издание «Игра года», куда вошёл весь дополнительный контент, в ноябре следующего года была выпущена версия для Mac OS X, а в октябре 2016 года игра была отремастирована для консолей PlayStation 4 и Xbox One; в декабре 2023 года Arkham Asylum вышла на Nintendo Switch. Успех Arkham Asylum положил начало серии Batman: Arkham, куда входит множество сиквелов и спин-оффов, комиксов, товаров и фильмов; в октябре 2011 года вышло прямое продолжение Batman: Arkham City.

## Игровой процесс
Batman: Arkham Asylum представляет собой игру в жанре action-adventure с видом от третьего лица. Игрок управляет Бэтменом, который приезжает в лечебницу Аркхэм — охраняемое учреждение для душевнобольных преступников, расположенное на острове у побережья Готэм-Сити. Начальные локации игры являются линейными, в некоторой степени служащими «учебным пособием» для игрока. По ходу сюжета игрок попадёт на остров Аркхэм, который можно свободно исследовать, однако некоторые места острова остаются недоступными до определённого момента сюжета. Бэтмен может ходить, бегать, прыгать, карабкаться, планировать с выступов, используя свой плащ, и использовать крюк для подъёма на высоту.

Игровой процесс Batman: Arkham Asylum. На скриншоте используется режим «Детектив» — справа от Бэтмена находятся несколько противников, один из которых вооружён огнестрельным оружием

Игрок может использовать режим «Детектив» — специальное зрение, которое предоставляет контекстуальную информацию о предметах, окрашивает игровой мир в синий цвет, выделяет интерактивные объекты, вроде разрушаемых стен или съёмных решёток, а также показывает врагов поблизости, их количество и эмоциональный статус. Режим также используется для обнаружения следов, изучения запахов и решения головоломок.
Бэтмен обладает различными гаджетами, которые можно использовать в бою и при исследовании мира. Его фирменное оружие — «бэтаранг», стилизованный под летучую мышь бумеранг, способный на время оглушить врага или запустить удалённые устройства. Есть несколько версий «бэтаранга» — дистанционно управляемый игроком и звуковой. Последний привлекает внимание конкретных противников, носящих специальные ошейники для наблюдения, и взрывается, как только цель подойдёт к нему. Взрывчатый гель нужен для уничтожения непрочных стен и полов, а также для нейтрализации противников, находящихся поблизости от конструкции. Тросомёт используется для перемещений по горизонтали, помогая преодолевать препятствия и сокращая расстояние до цели. Бэткоготь притягивает различные предметы к себе, а также захватывает врага. Шифровальный секвенсор нужен для взламывания панелей безопасности. Некоторые области Аркхэма недоступны до тех пор, пока Бэтмен не получит устройства, необходимые для преодоления препятствия. После завершения сюжетной кампании игрок может свободно исследовать игровой мир, чтобы с помощью гаджетов найти и разгадать загадки, оставленные Загадочником, который взламывает систему связи Бэтмена и бросает ему вызов своими загадками и головоломками. Некоторые головоломки требуют, чтобы персонаж находил места, связанные с ответом на загадку, и сканировал их с помощью режима «Детектив». В Аркхэме 240 коллекционных трофеев, среди которых игрушечные зубы Джокера, «трофеи Загадочника», записи интервью с заключёнными Аркхэма и загадочные сообщения, оставленные основателем лечебницы Амадеем Аркхэмом, в которых рассказывается зловещая история создания острова. За разгадывание загадок и поиск предметов игрок получает очки опыта и дополнительный игровой контент, вроде карт специальных испытаний, которые проверяют игрока на скрытные и боевые навыки, а также биографий героев и игровых статуэток персонажей игры.
Игрок может пересекать контролируемые врагами районы, используя стелс или прямой рукопашный бой. В бою основной акцент сделан на три кнопки: атака, оглушение и контратака. Бэтмен может быстро перемещаться между противниками, объединяя свои комбо-атаки до тех пор, пока все враги не будут побеждены. Сочетание трёх способностей может заставить Бэтмена атаковать, перемещаясь между врагами и избегая урона. Чем больше Бэтмен набирает комбо, тем быстрее и проворнее он становится; по ходу поединка, Бэтмен может провести специальный приём, который мгновенно вырубает врага. За поединки против врагов супергерой получает очки опыта, которые нужны для разблокировки новых приёмов, улучшений персонажа и гаджетов, а также увеличения очков здоровья. Если игрок в бою не получил урон, нанёс как можно больше комбо-ударов и провёл зрелищный поединок, то за всё это даётся ещё больше очков опыта. Атаки противника помечаются специальным голубым или красным значком, которые указывают, что надо контратаковать или уклоняться. Со временем к некоторым врагам потребуется особый подход — например, если противник вооружён ножами, он должен быть оглушён. Некоторые противники также могут быть вооружены битами и трубами, которые наносят серьёзный урон Бэтмену. Нейтрализация товарищей врагов повышает уровень страха и изменяет их поведение. Если Бэтмен получил урон в ходе боя, здоровье полностью восстановится после окончания схватки.
Бэтмен может использовать скрытную тактику, используя бесшумные устранения, падения с высоты и увод противников прочь, а также свои гаджеты для устранения. Некоторые места требуют скрытно проходить задание, чтобы избежать обнаружения приспешниками Джокера. На многих местах есть висящие на стенах каменные гаргульи, которые помогают игроку оставаться незамеченным, а также дают высокую точку обзора местности. Чтобы забраться на них, супергерой использует крюк. С них Бэтмен может планировать, чтобы атаковать врага, либо свисать вниз головой, чтобы нейтрализовать врага и оставить его привязанным к месту. Также Бэтмен может использовать решётки для пола, чтобы спрятаться снизу, скрываться за углами, использовать бэтаранги для оглушения и бэткоготь для притягивания врага.
Arkham Asylum содержит специальные карты испытаний, которые открываются по мере прохождения игры; некоторые из них доступны в качестве DLC. Испытания сосредоточены на достижении конкретных целей, вроде устранения волн противников в кулачном бою или скрытной нейтрализации вооружённого патруля. Методы и способности игрока оцениваются игрой и в режиме онлайн. В версии для PlayStation 3 игрок может выбрать игровым персонажем Джокера на дополнительных картах; он должен противостоять охранникам лечебницы и комиссару полиции Джиму Гордону. Джокер имеет свои уникальные боевые способности и специальное оружие — пистолет, взрывающиеся игрушечные челюсти и рентгеновские очки, аналог режима «Детектив» Бэтмена, позволяющие ему видеть противников сквозь стены.
Версия на ПК под управлением Windows использует программный движок от Nvidia — PhysX для реалистичного и динамичного взаимодействия с игровым миром. При включённом PhysX, некоторые области игры будут содержать динамичный дым или туман, который реагирует на движения Бэтмена; при отключенном движке тумана вообще не будет. Также динамически взаимодействуют бумага, листья, поверхности с царапинами. В издании «Игра года» имеется возможность играть в 3D на любых 2D-телевизорах с использованием 3D-очков с анаглифами.

## Сюжет

### Вселенная и персонажи
Действие игры происходит в вымышленной лечебнице Аркхэм для душевнобольных и опаснейших преступников, которая находится у побережья Готэм-Сити. В Arkham Asylum используется огромное количество персонажей, взятых из комиксов о Бэтмене. Три актёра озвучки, ранее работавшие над анимационными проектами от DC, повторили свои роли в игре — Кевин Конрой озвучил Бэтмена (Брюса Уэйна) — супергероя, превосходного тактика и эксперта боевых искусств, Марк Хэмилл озвучил заклятого врага Бэтмена, Джокера, а его подругу Харли Квинн — Арлин Соркин. Бэтмену помогают союзники в лице Оракул (Кимберли Брукс), которая дистанционно общается с героем и предоставляет ему разведданные, и комиссара полиции Джеймса Гордона (Том Кейн).
В Аркхэме Бэтмену предстоит столкнуться с несколькими злодеями: он должен защититься от разъярённого Бэйна (Фред Таташор), нейтрализовать серийного убийцу Виктора Зсаса (Дэнни Джейкобс), тактически обыграть Убийцу Крока (Стивен Блум), сразиться с Ядовитым Плющом (Тася Валенца), контролирующим свои растения, и пережить серию кошмарных видений, вызванных галлюциногенами от Пугала (Дино Андрадк). В игре также есть Загадочник (Уолли Вингерт), не появляющийся лицом к лицу, но бросающий Бэтмену вызов, оставляя кучу загадок по всему Аркхэму.
Среди неигровых персонажей, представленных в Arkham Asylum, есть главный надзиратель лечебницы Квинси Шарп (Том Кейн), родители Бэтмена Томас и Марта Уэйн (Кевин Конрой и Тася Валенца), появляющиеся в галлюцинациях Бэтмена, и охранник больницы Аарон Кэш (Дуэйн Р. Шепард-старший). В качестве камео представлены Глиноликий, который принимает облик других персонажей для обмана игрока, труп Ра’с аль Гула в морге и кукла Чревовещателя. Первоначально в игру должен был быть включён Безумный Шляпник, но был вырезан в ходе завершения разработки. В Arkham Asylum активно упоминаются персонажи, часть которых появится в последующих частях серии — Пингвин, репортёр Джек Райдер, Мистер Фриз, Двуликий, Женщина-кошка, а также основатель лечебницы Амадей Аркхэм.

### Сценарий

Логотип лечебницы Аркхэм, который также является одним из логотипов игры

Игра начинается со сцены, в которой Бэтмен отвозит Джокера в психическую лечебницу Аркхэм после учинённого им нападения на Мэрию Готэма. Там находятся приспешники Джокера, которые оказались в Аркхэме после пожара в тюрьме строгого режима «Блэкгейт». Джокер, позволивший супергерою арестовать себя без сопротивления, после приезда сбегает из-под ареста охранников больницы и Бэтмена. О коварном плане врага Бэтмен узнаёт, когда Харли Квинн берёт под свой контроль охрану, и Джокер совершает побег благодаря коррумпированному охраннику, а затем похищает комиссара Гордона. Джокер объявляет, что в Готэм-Сити спрятаны бомбы, которые он взорвёт, если кто-то осмелится помочь супергерою. Выслеживая Харли для спасения Гордона, Бэтмен начинает видеть галлюцинации, вызванные токсином страха от Пугала. Пережив первую серию кошмаров, Бэтмен находит Квинн и спасает Гордона. Затем Джокер направляет супергероя к злобному Бэйну, над которым проводила эксперименты доктор Пенелопа Янг. Бэтмен побеждает его, но во время схватки Харли сбегает. После этого он отправляется в свою секретную Бэтпещеру, находящуюся на острове Аркхэма, где пополняет запас своих гаджетов.
В пещере Бэтмен узнаёт, что Джокер вернулся в лечебницу для получения доступа к записям доктора Янг, которая разрабатывает вещество «Титан» — яд, придающий неимоверную силу; именно ему Бэйн подвергся во время экспериментов. При использовании «Титана» впоследствии потребуются очень болезненные методы лечения. Янг узнала, что Джокер тайно финансировал её исследования по созданию армии приспешников-мутантов. Джокер возвращается в лечебницу также из-за отказа доктора передавать ему формулу вещества. В поисках врача, Бэтмен уничтожает формулу яда, а также спасает Янг от Виктора Зсаса, однако после этого происходит взрыв, который убивает Пенелопу, при этом Джокеру удаётся завладеть готовой партией «Титана».
В тюрьме Харли Квинн выпускает Ядовитого Плюща из камеры, куда её положил Бэтмен. Харли случайно выдаёт тайну, что у Джокера есть целый завод по производству «Титана» в ботаническом саду лечебницы. Бэтмен отправляется туда и узнаёт от Плюща, что «Титан» создаётся на основе генетически модифицированных растений. Он также узнаёт, что споры для создания противоядия находятся в логове Убийцы Крока в канализации. После этого Джокер накачивает Плюща «Титаном» для усиления её сил, что приводит к заполнению острова гигантскими растениями. По пути к Кроку Бэтмен снова видит серию галлюцинаций, после чего супергерой сталкивается с самим Пугалом. Злодея хватает сам Крок, и утаскивает Пугало под воду. Собрав споры, Бэтмен также тактически нейтрализует Крока и возвращается в Бэтпещеру, но создаёт лишь одну дозу противоядия из-за того, что растения Плюща проникают в убежище и уничтожают оборудование.
Бэтмен возвращается в ботанический сад и побеждает Ядовитого Плюща, остановив рост её растений. После победы над ней, Джокер объявляет, что подготовка к его вечеринке завершена, и приглашает на неё супергероя. Бэтмен отправляется в центр посетителей лечебницы, чтобы встретиться с Джокером лицом к лицу. Джокер показывает Бэтмену измотанного Гордона, которого поймал злодей, и стреляет в комиссара дротиком с «Титаном». Супергерой прикрывает Гордона своим телом, и дротик попадает ему в грудь. Бэтмен пытается сопротивляться воздействию яда, а Джокер же стреляет в себя и превращается в огромного монстра. На крыше центра посетителей злодей бросает Бэтмену вызов перед новостными вертолётами. Бэтмен использует противоядие и побеждает Джокера, а также его приспешников. Пострадавшие от яда начинают возвращаться к нормальной жизни, а Джокера берут под стражу. Игра заканчивается тем, что Бэтмен слышит по рации, что в Готэме совершил преступление Двуликий, и возвращается в город. В сцене после титров показан плавающий возле острова ящик с «Титаном», который хватает рука одного из злодеев.

## Разработка

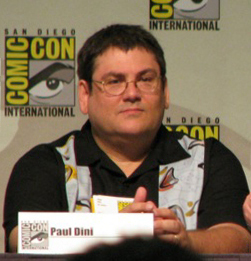
Главным сценаристом игры выступил Пол Дини, один из ведущих авторов комиксов о Бэтмене в линейке «Detective Comics»

Первый анонс Batman: Arkham Asylum состоялся в августе 2008 года; игра была разработана британской студией Rocksteady Studios и издана Eidos Interactive и Warner Bros. Interactive Entertainment. Eidos получила права на создание игр о Бэтмене весной 2007 года и тут же обратилась к малоизвестной на тот момент Rocksteady после просмотра их прототипа. Студия изложила издателю свой подход к созданию игры про супергероя, и в мае 2007 года Rocksteady принялась разрабатывать концепцию; полная разработка началась в сентябре. Писатель Пол Дини, принимавший участие в написании мультсериала про Бэтмена 1992 года и комиксов в линейке «Detective Comics», в конце 2007 обратился к DC с просьбой нанять его в качестве сценариста оригинальной игры про супергероя. Эта идея показалась Дини интригующей, так как лишь немногие игры про Бэтмена являются оригинальными. Руководство DC спросило Пола о том, каков будет его подход к написанию нового фильма или комикса — такого, который подходил бы под геймплей. Позже Дини встретился с членами Rocksteady — его идеи соответствовали подходу разработчиков, и он присоединился к созданию игры. К тому моменту студия уже решила перенести действие в лечебницу Аркхэм и подготовила предварительные проекты, изображающие её как огромное поместье на острове, соединённое с материком мостом Готэм-Сити. Актёрский состав ещё не был сформирован, но уже стало ясно, что Джокер сыграет значительную роль в будущем проекте. Игра и сюжет были разработаны вместе, с ограничениями механики, требующими, чтобы сюжет строился вокруг них. Основная цель состояла в создании достаточно увлекательной игры, которую игроки смогут пройти за 8—10 часов, особенно те, которые не интересуются Бэтменом. Пол Дини руководил Rocksteady в сценарном плане и написал множество историй и мотиваций персонажей.
При создании дизайна и атмосферы игры разработчики вдохновлялись комиксами Фрэнка Миллера и Нила Адамса, а также комиксом Гранта Моррисона «Дом скорби на скорбной земле». По словам продюсера Нейтана Берлоу, на атмосферу и повествование также повлияла первая часть BioShock. Директор Сефтон Хилл рассказал, что гаджеты и способности Бэтмена создавались на основе Metroid и The Legend of Zelda. Дизайнеры создали специальные компоненты, которые, по их мнению, сделали костюм Бэтмена. Дизайнерские идеи, которые противоречили аспектам персонажа, были отброшены, а другие особенности героя, вроде отказа Бэтмена убивать своих врагов, строго соблюдались, несмотря на то, что этот фундаментальный аспект героя было непросто совместить с полной свободой в игре. Лечебница Аркхэм была выбрана в качестве места действия, поскольку она непрерывно ограничивала игрока областью, содержащей несколько врагов, в то время как в условиях открытого города он мог получить помощь, вернуться в Бэтпещеру или как-то дистанцироваться от своих противников.
Команда разработчиков очень хотела включить культовые аспекты вселенной Бэтмена и решила уже на ранней стадии производства пригласить Кевина Конроя, Марка Хэмилла и Арлин Соркин для озвучивания Бэтмена, Джокера и Харли Квинн соответственно. Все трое озвучивали этих же героев в анимационном сериале 1992 года. Для Хэмилла написали больше тысячи реплик — даже больше, чем у Конроя. Увидев модели персонажей, Хэмилл решил озвучить Джокера «мрачным и суровым» голосом, при этом сохраняя «шутливый и игривый» характер. Несмотря на то, что в игре есть отсылки на сюжетные события как из комиксов, так из мультсериала, история Arkham Asylum полностью оригинальна и не является адаптацией какой-либо отдельной истории персонажа.
На разработку игры ушло почти два года. Rocksteady начинала создание с командой из 40 человек; к моменту завершения разработки в студии числилось уже 60. Одной из больших проблем при создании Arkham Asylum была боевая система — она подвергалась изменениям целых три раза. Изначально сражения были полны ритма и экшена. Затем её перевели в 2D-формат, в котором цветные круги, предупреждающие об атаках врагов, врезались друг в друга во время схваток; окончательная система была создана на основе 2D-формата. Боевая система была сделана так, чтобы была простая схема управления, отражающая лёгкость, с которой Бэтмен избивает противника. Игра была создана на движке Unreal Engine 3 от Epic Games. По словам президента Eidos Interactive Иэна Ливингстона, на моделирование плаща Бэтмена ушло ровно два года — за это время было создано более 700 анимаций и звуковых эффектов, чтобы он выглядел реалистично.
Разработчики хотели добавить в игру ещё многих других персонажей из вселенной Бэтмена, но по мере создания они были удалены — они никак не вписывались в тон сюжета. Например, один из противников супергероя, Мистер Фриз, был вырезан, потому что у него были совсем другие мотивы по сценарию. В отличие от Загадочника, одержимого желанием доказать своё интеллектуальное превосходство над Бэтменом, Фриз не держал личной обиды на него, и он был независим от своих союзников. В «Садовом лабиринте», месте обитания Ядовитого Плюща, Бэтмен в определённый момент мог найти Безумного Шляпника за чаепитием, но потом Rocksteady убрали его из-за несоответствия тону игры. В планах также было добавление Бэтмобиля и Бэткрыла, но разработка механики управления и игровых сегментов заняла бы слишком много времени. Транспортные средства в игру добавили, но только для кат-сцен, игрок не может ими управлять.
Примерно за семь месяцев до завершения разработки Arkham Asylum Rocksteady начала обдумывать создание Arkham City. Уже были спланированы идеи для сюжета и декорации сиквела, чтобы повествования Asylum и City были эффективно взаимосвязаны. В Arkham Asylum разработчики добавили секретную комнату, в которой есть чертежи и концепт-арты к следующей игре; её добавили в кабинет начальника лечебницы Аркхэм. Rocksteady обнародовали её после шести месяцев, так как никто из игроков не смог её найти. Музыка к игре написана Роном Фишем и Ником Арунделом, которые также написали саундтрек к будущей Arkham City.

### Дизайн
Чтобы развить общую эстетику игры, главной целью разработчиков было создание такого дизайна, который сочетал бы комиксовый стиль с реалистичным. Для вселенной Бэтмена окружающая архитектура и герои должны были быть довольно экстравагантными, из-за чего они нуждались в реализме даже в мелких деталях. Ещё одна цель разработчиков состояла в воссоздании мрачных и готических образов, присущих вселенной супергероя, в особенности лечебницы Аркхэм, чтобы здание казалось таким же безумным, как и его обитатели. По словам Rocksteady, лечебница считалась идеальным местом для повествования, так как в нём может поместиться большинство врагов Бэтмена.
На создание внешнего облика Бэтмена оказала сильное влияние работа художника комиксов Джима Ли, который нарисовал его как «сильного и мускулистого персонажа, который может правдоподобно участвовать в экстремальном бою». Его серый костюм с элементами чёрного основан на современных на тот момент версиях и имеет «индустриальный вид под влиянием военного обмундирования». Прежде чем костюм обрёл свой окончательный облик, было создано около тринадцати концептуальных моделей. Что касается Джокера, то художники принципиально не смотрели каких-либо киновоплощений злодея, отчасти потому, что разработчики обладали правами на оригинальную лицензию. Его внешний вид был вдохновлён комиксом «Бэтмен: Убийственная шутка» 1988 года. Его подружка Харли Квинн подверглась значительному редизайну — вместо своего чёрно-красного костюма на всё тело и шляпки шута, злодейка теперь носит оригинальный наряд с элементами одежды медсестры и школьницы. За создание концепт-артов к игре отвечала издательская компания Ли WildStorm.

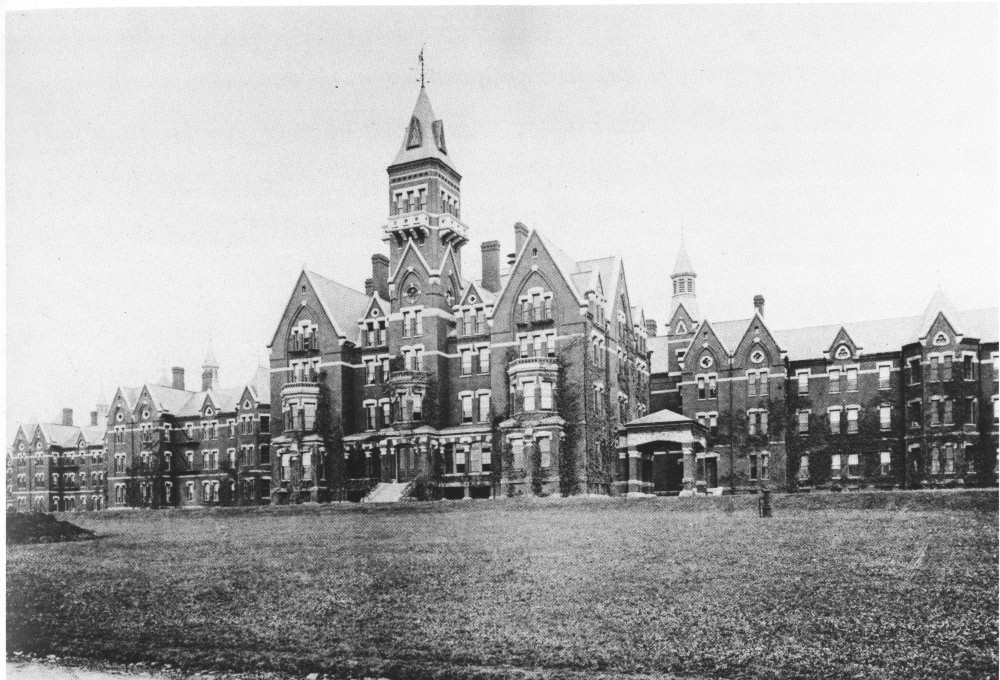
Психиатрическая клиника Данверса, послужившая прототипом для Аркхэма

Внешний вид лечебницы отошёл от комиксовых вариантов, в которых она представляла собой большой особняк, и вместо этого она превратилась в целый остров, напоминающий Алькатрас, состоящий из нескольких зданий для разнообразия. Прототипом Аркхэма послужила настоящая психиатрическая клиника в окрестностях Данверса, штат Массачусетс, снесённая в 2006 году. Для придания правдоподобного вида каждое здание спроектировано в своём архитектурном стиле и имеет свою историю. Например, медицинское помещение создано в викторианском духе, а его комнаты должны вызывать чувство страха. Отделение интенсивной терапии выдержано в готическом индустриальном стиле. Катакомбы под лечебницей, сделанные под влиянием кирпичных сооружений начала XX века и викторианских промышленных зданий, должны вызвать гнетущее чувство. Зона строгого режима спроектирована таким образом, чтобы вызвать клаустрофобию, и была переоборудована как бункер, а сам особняк Аркхэм выдержан в высоком готическом стиле. Дизайнеры активно использовали изогнутые линии при моделировании объектов окружающей среды, например, деревьев и водосточных труб. В общей сложности было разработано 40 комнат, 34 коридора, три внешние зоны и три галлюциногенных уровня от Пугала.
Чтобы воплотить все эти области в жизнь, дизайнеры уровней создавали элементы игровой механики, используя простые планировки и формы комнат, в то время как концепт-художники, работая в тандеме, делали иллюстрации к каждой локации, следуя художественному направлению игры. Затем художники по окружению создавали на основе артов 3D-макеты. Найти подходящую цветовую палитру для игрового мира было проблематично — коричневые и монохромные цвета могли бы передать желаемую мрачную атмосферу, но разработчики хотели, чтобы эстетика напоминала яркие цветастые комиксы. Из-за этого они старались использовать насыщенные цвета для внутриигрового освещения. Оно было важным компонентом игры и использовалось для выделения интересных мест. Чтобы поддерживать заданный уровень детализации и позволять игре помещаться в память игровых консолей, каждая область должна была плавно входить и выходить из памяти для освобождения памяти под текстуры. Все кат-сцены были раскадрованы художниками Rocksteady и созданы на игровом движке до того, как сами действия персонажей были сняты по технологии захвата движения. Команда разработчиков решила, что ролики следует использовать для улучшения взаимодействия между героями, и что после них игрок должен был изменить свою цель или пересмотреть степень важности своих действий.

## Выход

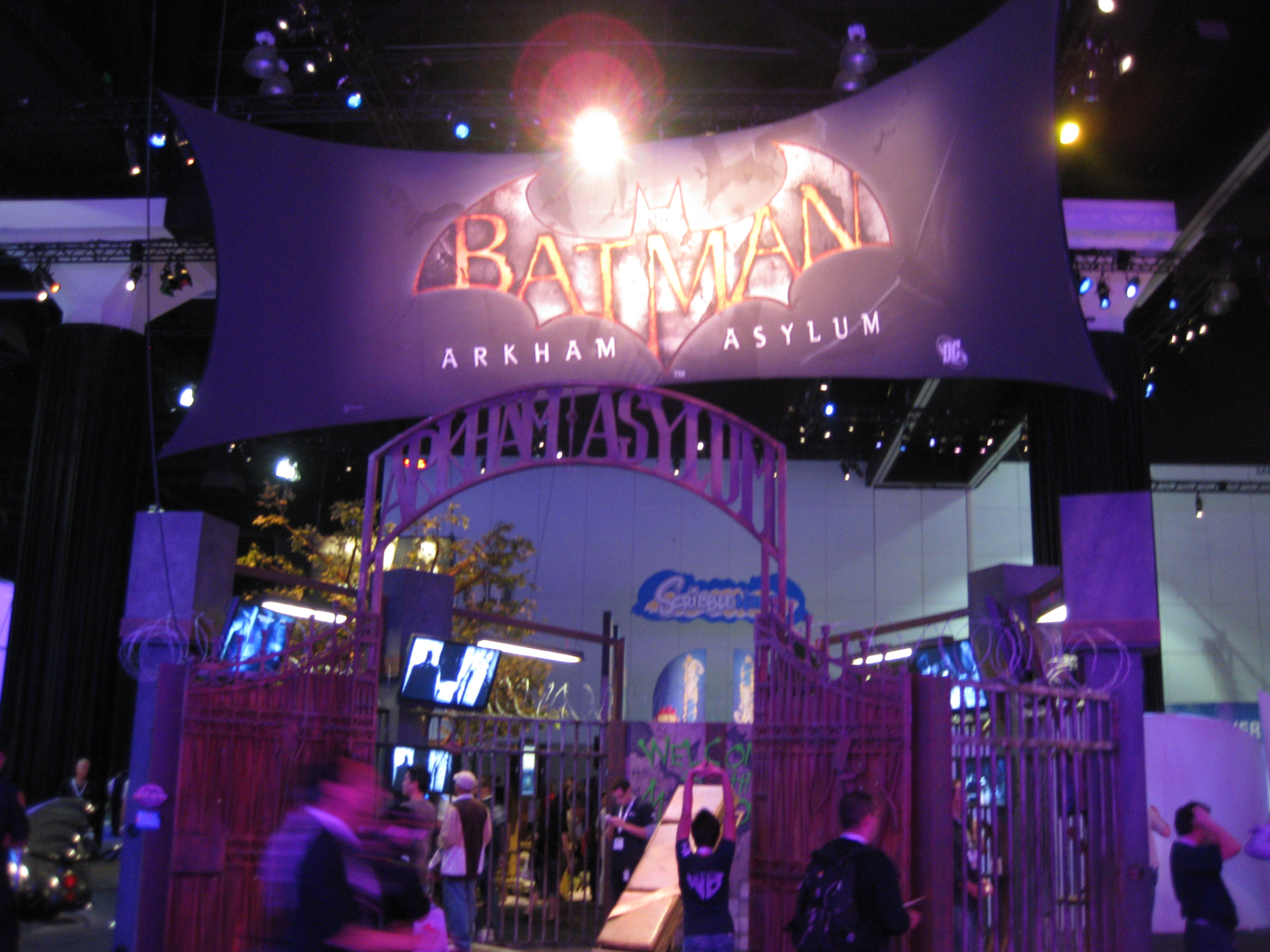
Промоушен на E3 2009

Batman: Arkham Asylum вышла на территории Северной Америки 25 августа 2009 года для PlayStation 3 и Xbox 360, в Европе и Австралии — 28 августа. Выход Arkham Asylum на Windows состоялся 15 и 18 сентября в Северной Америке и Европе соответственно. В России ПК-версия вышла 24 сентября, её локализацией и издательством занималась студия «Новый Диск». 26 марта следующего года вышло издание «Игра года», 11 мая оно вышло в Америке. 3 ноября 2011 года состоялся релиз игры на платформе Mac OS X, за её создание отвечала студия Feral Interactive. В версии для Windows используется специальная система для борьбы с пиратством — если игрок нелегально скачивал игру, его Бэтмен терял способность планировать, а также в игре отсутствовали контрольные точки. Arkham Asylum была не первой игрой с такой системой анти-пиратства, но она получила освещение в игровых СМИ, и такая система была воспринята как новый метод защиты от пиратства. В сентябре 2013 года на территории Северной Америки вышел сборник Batman: Arkham Bundle на PlayStation 3 и Xbox 360, включающий полные издания Arkham Asylum и Arkham City со всеми дополнениями, а в ноябре во всём мире — Batman: Arkham Collection, куда также вошла Arkham Origins. В октябре 2014-го игра стала временно бесплатной игрой месяца на PlayStation 3, доступной по подписке PlayStation Plus.
К Arkham Asylum было выпущено коллекционное издание, включающее в себя саму игру, 36-сантиметровую копию Бэтаранга, DVD-диск с закадровой съёмкой, 48-страничную книжку в твёрдом переплёте о пациентах Аркхэма и код на загрузку карт испытаний «Преступный переулок». За предзаказ игры в некоторых розничных магазинах игрок мог получить доступ к картам испытаний «Dem Bones». К выходу игры на ПК в России компания «Новый Диск» выпустила своё коллекционное издание, доступное только на территории России — в комплект входил DVD-диск с игрой, DVD с фильмом о создании игры, полное цветное руководство пользователя на русском языке и красочный плакат. Первоначально издатели заявили, что издание «Игра года» будет выпущено только в Европе, Азии и Австралии, но позднее была анонсирована дата выхода в Северной Америке. «Игра года» включает в игре поддержку 3D-визуальных эффектов от TriOviz и шесть загружаемых испытаний, два из которых были исключены из североамериканской версии. Планировалась версия для Wii, за её разработку отвечала Red Fly Studios, но её отменили. В апреле 2019 года Rocksteady объявили об ограниченном выпуске лимитированной чёрно-белой фигурки Бэтмена в честь десятилетия Arkham Asylum. В декабре 2020 года в сеть утёк геймплей прототипа версии на Nintendo DS, которую разрабатывала британская студия Full Fat. 19 мая 2022 года итальянское подразделение GameStop выпустило издание Comic Edition, доступное только на территории Италии — помимо самой игры и всего загружаемого контента к ней, в комплект также вошла серия комиксов La strada per Arkham и плакат.
Сборник Batman: Return to Arkham, разработанный Virtuos, включает в себя ремастерированные версии Arkham Asylum и Arkham City на движке Unreal Engine 4. Он вышел на PlayStation 4 и Xbox One 18 октября 2016 года и включает в себя весь выпущенный ранее загружаемый контент и имеет улучшенную графику, шейдеры и освещение, обновлённые модели героев и окружение. Return to Arkham первоначально должен был выйти в июле, но выход сборника отложили для дополнительной полировки, чтобы «воссоздать отточенный игровой опыт Batman: Arkham». В сентябре 2019 года вышла Batman: Arkham Collection, куда вошли ещё и Arkham Knight и весь дополнительный контент ко всем трём играм. В этом же году с 19 по 26 сентября игра была временно бесплатной в Epic Games Store вместе с Arkham City, Arkham Knight, Lego Batman: The Videogame, Lego Batman 2: DC Super Heroes и Lego Batman 3: Beyond Gotham. 1 декабря 2023 года Arkham Asylum, Arkham City и Arkham Knight были портированы на Nintendo Switch студией Turn Me Up Games, хотя изначально релиз был запланирован на 13 октября.

### Загружаемый контент
В апреле 2009 года создатели объявили, что Джокер станет загружаемым игровым персонажем для испытаний эксклюзивно для PlayStation 3. Позже были выпущены дополнительные комплекты DLC: пакет «Insane Night Pack» вышел 17 сентября и содержал карты «Totally Insane» для рукопашных боёв и «Nocturnal Hunter» для стелса. Второй комплект «Prey in the Darkness» вышел через пять дней и включал в себя боевую карту «Heart of Darkness» и стелс-карту «Hothouse Prey». В Северной Америке «Prey in the Darkneess» вышел эксклюзивно на PlayStation 3.

### Маркетинг
Демоверсия Arkham Asylum вышла на PlayStation 3 6 августа, для Xbox 360 и Windows она вышла на следующий день. Версия на PlayStation имеет бонус в виде виртуальной квартиры в стиле Бэтпещеры для игроков в PlayStation Home. Перед выходом GameStop провели конкурс, победитель которого мог появиться в игре как заключённый Аркхэма. К игре вышла ограниченная серия экшен-фигурок, сделанных на основе персонажей.

## Отзывы критиков
| Сводный рейтинг       | Сводный рейтинг                           |
| Агрегатор             | Оценка                                    |
| --------------------- | ----------------------------------------- |
| GameRankings          | 92,34 % (X360) 92,07 % (PS3) 91,79 % (PC) |
| Metacritic            | 91/100 (PS3) 92/100 (X360) 91/100 (PC)    |
| Иноязычные издания    |                                           |
| Издание               | Оценка                                    |
| 1UP.com               | A−                                        |
| CVG                   | 9,2/10                                    |
| Edge                  | 8/10                                      |
| Eurogamer             | 9/10                                      |
| Game Informer         | 9,5/10                                    |
| GameSpot              | 9/10                                      |
| IGN                   | 9,3/10                                    |
| X-Play                | [ 121 ]                                   |
| Русскоязычные издания |                                           |
| Издание               | Оценка                                    |
| Absolute Games        | 83 %                                      |
| PlayGround.ru         | 9,3/10                                    |
| StopGame.ru           | «Изумительно»                             |
| «Домашний ПК»         | [ 125 ]                                   |
| «Игромания»           | 9/10                                      |
| «Игры Mail.ru»        | 9,5/10                                    |
| «ЛКИ»                 | 96 %                                      |

| Сводный рейтинг | Сводный рейтинг |
| Агрегатор       | Оценка          |
| --------------- | --------------- |
| GameRankings    | 73,88 %         |

Batman: Arkham Asylum получила «всеобщее признание» со стороны игровых критиков — согласно сайту-агрегатору оценок Metacritic, версия для Xbox 360 имеет 92 балла из 100, в то время как версии для Windows и PlayStation 3 — 91 балл. Игра была занесена в Книгу рекордов Гиннесса как «самая высокооценённая видеоигра о супергероях за всю историю», пока её не сменила Arkham City.
Arkham Asylum часто называется одной из лучших игр о супергероях комиксов, когда-либо созданных. Журнал Edge назвал её «в некотором роде лучшей супергеройской игрой современности», а Грег Миллер из IGN — «величайшей игрой по комиксам всех времён». Дэн Уайтхед из Eurogamer назвал игру «без исключений, лучшей игрой о супергероях», высоко оценив «отличные визуальные эффекты, захватывающую историю и превосходную озвучку». Уайтхед также указал, что даже без Бэтмена это была бы «отточенная и увлекательная» игра. Британский журнал PSM3 писал: «Rocksteady нашли идеальный баланс, показав уверенную силу супергероя, но с достаточным количеством его слабых мест, чтобы сделать игру сложной; замечательный опыт балансировки и дизайна». Крис Колер из Wired сказал, что сила Arkham Asylum заключается в её чётком сценарии и актёрском мастерстве. Тьерри Нгуен из 1UP.com поставил игре оценку «A-», заявив, что «Rocksteady удаётся сочетать боевые действия, стелс, повествование и мультяшные голоса в лучшем симуляторе Бэтмена, который мы видели на сегодня».
Несколько рецензентов сравнивали Batman: Arkham Asylum с другими играми — в частности, её сравнивали с The Legend of Zelda за приключенческий стиль, Metroid за мир, с Tomb Raider и Resident Evil за классический приключенский экшен, сочетающий схватки, стелс и платформер, и BioShock за инновационные идеи.
Дизайн игрового мира и внимание игры к деталям были хорошо восприняты критиками. Эндрю Райнер из Game Informer сказал, что сеттинг игры напряжённый, завораживает своей атмосферой и является местом необъяснимого ужаса. Грег Миллер описывал мир «правильным сочетанием жуткого и крутого», а также отмечал постепенное изнашивание костюма Бэтмена по мере прохождения, но критиковал синхронизацию речи и губ и пикселизацию CGI-роликов. Дэн Уайтхед отметил, что впечатляющая анимация заставляет Бэтмена чувствовать себя живым, но при этом, по его мнению, к недостаткам самого мира относятся его безжизненность и отсутствие интерактивных объектов.
Боевую систему критики положительно оценивали за её простоту, позволяющую игроку не использовать сложные комбинации кнопок для спец-приёмов, а также за акцент на тайминги и зрелищные, плавные и жёсткие удары. Рецензенты отмечали, что бои с добавлением более тяжёлых противников являются сложными в игре, недостатком также является отсутствие наказания для тех, кто не сумел совладать с боевой системой. Также хвалили стелс-механику и огромное количество способов нейтрализации врагов. Энди Робинсон из CVG писал, что Arkham Asylum — «игра для думающего человека», в которой стелс — центральный элемент геймплея. В то же время журналисты ругали игру за игровой искусственный интеллект, который позволяет Бэтмену легко сбежать при раскрытии себя, и за то, что иногда не обращает внимание на присутствие супергероя. Уайтхед писал, что стелс не приносит такого же удовольствия для игрока, как драки, из-за трудностей в управлении Бэтменом и непоследовательные действия ИИ.
Драки с боссами в игре подверглись наибольшей критике, и большинство рецензентов называли их главным минусом Arkham Asylum. Критики отмечали, что подобные бои в игре часто основывались на старомодных, утомительных и повторяющихся игровых приёмах, требовавших от игрока изучения и повторения монотонных действий. Например, бой с Бэйном был практически идентичен схваткам с подобными ему врагами. Особой критике подверглись столкновение с Убийцей Кроком и финальная битва с Джокером — их называли чрезмерно скучными и долгими, отмечая, что их не должно быть в игре. В то же время рецензенты положительно оценивали моменты с галлюцинациями Бэтмена от Пугала, вызванными токсинами страха. В них отмечали ломание четвёртой стены и подрыв повествования и ожиданий от игры; подобные моменты сравнивали с Психо Мантисом из Metal Gear Solid и игрой Eternal Darkness.
Критики также положительно оценили актёрский состав игры, но особой похвалы получило озвучивание Марком Хэмиллом роли Джокера. Рецензенты отмечали его отличную интонацию, смех и в целом маниакальное исполнение, которое способно украсить игру. Нгуен из 1UP.com ставил озвучку Хэмилла на один уровень с воплощением Хита Леджера в фильме «Тёмный рыцарь».

## Продажи и награды
За первые три недели с момента выпуска по всему миру было продано почти два миллиона копий, а к концу сентября 2009 года продажи достигли двух с половиной миллионов. По данным NPD Group, в Северной Америке за пять дней от 25 августа было продано 593 тысяч единиц. К декабрю версия для PlayStation 3 превзошла по продажам версию для Xbox 360 примерно на 10 тысяч, несмотря на то, что мультиплатформенные игры на Xbox продавались лучше. Успех версии на консолях от Sony журналисты обуславливали эксклюзивным контентом с участием Джокера. В первую неделю после релиза игра заняла две строчки из пяти первых двух американских чартов, а в Великобритании она в течение двух недель возглавляла подобный чарт. К октябрю 2011 года общее число продаж составило 4,3 миллиона. Летом 2018 года, благодаря уязвимости в защите Steam Web API, стало известно, что точное количество пользователей сервиса Steam, которые играли в игру хотя бы один раз, составляет 2 240 464 человека. После релиза Suicide Squad: Kill the Justice League в феврале 2024 года, пиковый онлайн в Arkham Asylum стал превышать цифры новинки — спустя две недели после выхода суточный пик игры достиг двух тысяч человек, обойдя Suicide Squad на 750 игроков.
На Spike Video Game Awards 2009 Rocksteady Studios победила в номинации «Студия года», а сама игра выдвигалась в нескольких категориях — «Лучшая приключенческая игра», «Лучшая графика», «Лучшая озвучка» (в ней боролись одновременно Марк Хэмилл и Арлин Соркин за роли Джокера и Харли Квинн соответственно), «Лучшая игра для Xbox 360» и «Игра года». В рамках конкурса от AIAS, Arkham Asylum получила награды в следующих номинациях — «Исполнение персонажа» (Марк Хэмилл), «Дизайн игры» и «Адаптированная история». Она также выдвигалась на звания «Игра года», «Приключенческая игра года», «Анимация», «Оригинальная музыка» и «Режиссура». На шестой церемонии вручения премии BAFTA игра победила в категориях «Лучшая видеоигра» и «Лучший геймплей», получив также номинации «Лучший экшен», «Лучший сюжет», «Лучший оригинальный саундтрек», «Лучший звук» и «Техническая инновация». На Game Developers Choice Awards 2009 года игра получила награду «Лучший игровой дизайн» и была номинирована в «Игра года», «Лучший сценарий» и «Лучший монтаж звука». Национальная академия рецензентов индустрии видеоигр присудила Arkham Asylum победу в званиях «Игра года», «Дизайн персонажей», «Управление», «Дизайн костюмов», «Дизайн игры», «Монтаж звука», «Актёрская игра второго плана, драма» (Марк Хэмилл) и «Использование звука». Журнал Official Xbox Magazine в 2009 году наградил игру в категории «Лицензионная игра года», а Rocksteady — «Разработчик года». На Development Awards 2010 игра победила в двух номинациях — «Лучшее использование стороннего IP» и «Собственная студия». Arkham Asylum также получила две номинации на Game Audio Network Guild Awards — «Лучшие диалоги» и «Звуковое сопровождение года». На церемонии Cody Awards игра получила награду «Лучшая лицензионная игра», получив также номинации «Игра года», «Лучшая графика», «Лучший звук», «Лучшая приключенческая игра» и «Лучший персонаж» (Бэтмен). По данным сайта-агрегатора Metacritic, она занимает четвёртую строчку лучших игр 2009 года на всех платформах. На Windows она стала самой рейтинговой игрой года, поделив звание с Dragon Age: Origins и Street Fighter IV; на Xbox 360 и PlayStation 3 она заняла третье и пятое место соответственно.
Несколько международных сайтов и журналов по видеоиграм назвали Batman: Arkham Asylum «любимой игрой года» и «любимой игрой в жанре action-adventure».
Batman: Arkham Asylum фигурировала во множестве списков лучших игр 2009 года — The A.V. Club ставил её на первое место подобного списка, CNET, Time, Eurogamer и CraveOnline — на второе, Complex, британское издание IGN, Joystiq и The Daily Telegraph — на третье, CBC News и Wired — на четвёртое, а Entertainment Weekly, IGN Australia и Game Developer — на пятое. Game Informer включал её в список «50 лучших видеоигр 2009 года». Giant Bomb называл её «лучшей мультиплатформенной игрой года», а GamesRadar — «Игрой года». Eurogamer помещал Arkham Asylum в свои списки «Лучшая атмосфера» и «Лучшее использование сторонней лицензии» как часть цикла «Лучшие игры 2009 года». IGN присудил игре звания «Лучшая компьютерная экшен-игра» и «Лучшая игра для Xbox 360», также номинировав её в «Премия за выдающееся качество звука» (PS3, Xbox 360 и ПК), «Лучшая экшен-игра» (PS3 и Xbox 360), «Лучшая история» (PS3 и ПК), «Игра года для PS3» и «Игра года для ПК». На IGN Select Awards сайт присудил ей победу в звании «Лучший новичок». Портал Newsarama назвал Arkham Asylum «Лучшей игрой о супергероях 2009 года». GameTrailers называли её одновременно «лучшей приключенческой игрой» и «самым большим сюрпризом года». На Escapist Awards Arkham Asylum была признана «Игрой года», получив также номинацию «Лучшая приключенческая игра». Игра победила в номинации «Экшен года» и заняла третье место в номинации «Игра года» (2009) журнала «Игромания». Сайт Feed Your Console награждал её в звании «Лучшая графика», а такие сайты, как HollywoodJesus, Thunderbolt, BG-Reloaded и Egamer, признавали её «Игрой года». В 2013 году Eurogamer называл её одной из лучших игр своего поколения, Game Informer — второй лучшей супергеройской игрой всех времён, а GamingBolt ставил её на 89-е место в своём списке «Лучших игр, когда-либо созданных». В 2014 году журнал Empire ставил её на 28-е место своего списка величайших видеоигр всех времён; в этот список также попала последующая Arkham City, заняв 12-е место. IGN называл её одной из лучших игр своего поколения и ставил её на 91-е место «лучших игр всех времён». Этот же портал также включил моменты с галлюцинациями от Пугала на 35-ю строчку «лучших незабываемых моментов из игр». В 2015 году PC Gamer ставил игру на 50-е место лучших ПК-игр, а через два года газета The Guardian поставила Arkham Asylum на 34-ю позицию рейтинга «50 лучших видеоигр XXI века». Финальную битву между Бэтменом и Джокером издания Screen Rant и GameRant включали в свои списки худших и разочаровывающих боссов в видеоиграх соответственно. В январе 2023 года, спустя почти два месяца после смерти Кевина Конроя от рака кишечника, сайт TheGamer составил топ-7 лучших игр с участием Кевина — в нём Arkham Asylum заняла второе место. В этом же году портал Digital Trends поставил Asylum на 21-е место своего списка лучших игр в истории. В феврале следующего года игра заняла третье место в топ-10 лучших игр по комиксам DC, уступив лишь Knight и City.
| Год  | Награда                                        | Номинация                                                           | Получатель                                    | Результат | Источники       |
| ---- | ---------------------------------------------- | ------------------------------------------------------------------- | --------------------------------------------- | --------- | --------------- |
| 2009 | Academy of Interactive Arts & Sciences         | Игра года                                                           | Batman: Arkham Asylum                         | Номинация | [ 146 ] [ 147 ] |
| 2009 | Academy of Interactive Arts & Sciences         | Приключенческая игра года                                           | Batman: Arkham Asylum                         | Номинация | [ 146 ] [ 147 ] |
| 2009 | Academy of Interactive Arts & Sciences         | Выдающееся достижение — адаптированный сценарий                     | Batman: Arkham Asylum                         | Победа    | [ 146 ] [ 147 ] |
| 2009 | Academy of Interactive Arts & Sciences         | Выдающееся достижение — анимация                                    | Batman: Arkham Asylum                         | Номинация | [ 146 ] [ 147 ] |
| 2009 | Academy of Interactive Arts & Sciences         | Выдающееся достижение — актёрское мастерство при создании персонажа | Марк Хэмилл — Джокер                          | Победа    | [ 146 ] [ 147 ] |
| 2009 | Academy of Interactive Arts & Sciences         | Выдающееся достижение — геймдизайн                                  | Batman: Arkham Asylum                         | Победа    | [ 146 ] [ 147 ] |
| 2009 | Academy of Interactive Arts & Sciences         | Выдающееся достижение — гейм-дирекшн                                | Batman: Arkham Asylum                         | Номинация | [ 146 ] [ 147 ] |
| 2009 | Academy of Interactive Arts & Sciences         | Выдающееся достижение — оригинальная музыкальная композиция         | Batman: Arkham Asylum                         | Номинация | [ 146 ] [ 147 ] |
| 2009 | Spike Video Game Awards                        | Лучшая игра в жанре action-adventure                                | Batman: Arkham Asylum                         | Номинация | [ 144 ] [ 145 ] |
| 2009 | Spike Video Game Awards                        | Лучшая графика                                                      | Batman: Arkham Asylum                         | Номинация | [ 144 ] [ 145 ] |
| 2009 | Spike Video Game Awards                        | Лучшее озвучивание                                                  | Арлин Соркин — Харли Квинн                    | Номинация | [ 144 ] [ 145 ] |
| 2009 | Spike Video Game Awards                        | Лучшее озвучивание                                                  | Марк Хэмилл — Джокер                          | Номинация | [ 144 ] [ 145 ] |
| 2009 | Spike Video Game Awards                        | Лучшая игра для Xbox 360                                            | Batman: Arkham Asylum                         | Номинация | [ 144 ] [ 145 ] |
| 2009 | Spike Video Game Awards                        | Игра года                                                           | Batman: Arkham Asylum                         | Номинация | [ 144 ] [ 145 ] |
| 2009 | Spike Video Game Awards                        | Студия года                                                         | Rocksteady Studios                            | Победа    | [ 144 ] [ 145 ] |
| 2009 | National Academy of Video Game Trade Reviewers | Игра года                                                           | Batman: Arkham Asylum                         | Победа    | [ 153 ]         |
| 2009 | National Academy of Video Game Trade Reviewers | Анимация, трёхмерная                                                | Batman: Arkham Asylum                         | Номинация | [ 153 ]         |
| 2009 | National Academy of Video Game Trade Reviewers | Арт-дирекшн                                                         | Batman: Arkham Asylum                         | Номинация | [ 153 ]         |
| 2009 | National Academy of Video Game Trade Reviewers | Работа оператора на игровом движке                                  | Batman: Arkham Asylum                         | Номинация | [ 153 ]         |
| 2009 | National Academy of Video Game Trade Reviewers | Дизайн персонажей                                                   | Batman: Arkham Asylum                         | Победа    | [ 153 ]         |
| 2009 | National Academy of Video Game Trade Reviewers | Дизайн управления, трёхмерная игра                                  | Batman: Arkham Asylum                         | Победа    | [ 153 ]         |
| 2009 | National Academy of Video Game Trade Reviewers | Дизайн костюмов                                                     | Batman: Arkham Asylum                         | Победа    | [ 153 ]         |
| 2009 | National Academy of Video Game Trade Reviewers | Режиссура во внутриигровом видео                                    | Batman: Arkham Asylum                         | Номинация | [ 153 ]         |
| 2009 | National Academy of Video Game Trade Reviewers | Геймдизайн                                                          | Batman: Arkham Asylum                         | Победа    | [ 153 ]         |
| 2009 | National Academy of Video Game Trade Reviewers | Графика/Техническая часть                                           | Batman: Arkham Asylum                         | Номинация | [ 153 ]         |
| 2009 | National Academy of Video Game Trade Reviewers | Освещение/Текстурирование                                           | Batman: Arkham Asylum                         | Номинация | [ 153 ]         |
| 2009 | National Academy of Video Game Trade Reviewers | Звукорежиссура во внутриигровом видео                               | Batman: Arkham Asylum                         | Победа    | [ 153 ]         |
| 2009 | National Academy of Video Game Trade Reviewers | Звуковые эффекты                                                    | Batman: Arkham Asylum                         | Номинация | [ 153 ]         |
| 2009 | National Academy of Video Game Trade Reviewers | Актер второго плана в драматическом произведении                    | Марк Хэмилл                                   | Победа    | [ 153 ]         |
| 2009 | National Academy of Video Game Trade Reviewers | Использование звука                                                 | Batman: Arkham Asylum                         | Победа    | [ 153 ]         |
| 2009 | National Academy of Video Game Trade Reviewers | Сценарий в драматическом произведении                               | Batman: Arkham Asylum                         | Номинация | [ 153 ]         |
| 2009 | National Academy of Video Game Trade Reviewers | Action-игра – сиквел                                                | Batman: Arkham Asylum                         | Победа    | [ 153 ]         |
| 2010 | BAFTA Video Games Awards                       | Action                                                              | Batman: Arkham Asylum                         | Номинация | [ 148 ]         |
| 2010 | BAFTA Video Games Awards                       | Художественное достижение                                           | Batman: Arkham Asylum                         | Номинация | [ 148 ]         |
| 2010 | BAFTA Video Games Awards                       | Лучшая игра                                                         | Batman: Arkham Asylum                         | Победа    | [ 148 ]         |
| 2010 | BAFTA Video Games Awards                       | Награда GAME за 2009 год                                            | Batman: Arkham Asylum                         | Номинация | [ 148 ]         |
| 2010 | BAFTA Video Games Awards                       | Геймплей                                                            | Batman: Arkham Asylum                         | Победа    | [ 148 ]         |
| 2010 | BAFTA Video Games Awards                       | Оригинальное музыкальное сопровождение                              | Batman: Arkham Asylum                         | Номинация | [ 148 ]         |
| 2010 | BAFTA Video Games Awards                       | Сюжет                                                               | Batman: Arkham Asylum                         | Номинация | [ 148 ]         |
| 2010 | BAFTA Video Games Awards                       | Использование звука                                                 | Batman: Arkham Asylum                         | Номинация | [ 148 ]         |
| 2010 | Game Audio Network Guild Awards                | Звук года                                                           | Batman: Arkham Asylum                         | Номинация | [ 216 ]         |
| 2010 | Game Audio Network Guild Awards                | Лучшие диалоги                                                      | Batman: Arkham Asylum                         | Номинация | [ 216 ]         |
| 2010 | Game Developers Choice Awards                  | Лучший геймдизайн                                                   | Batman: Arkham Asylum, Сефтон Хилл и Иэн Болл | Победа    | [ 150 ] [ 151 ] |
| 2010 | Game Developers Choice Awards                  | Лучший сценарий                                                     | Batman: Arkham Asylum                         | Номинация | [ 150 ] [ 151 ] |
| 2010 | Game Developers Choice Awards                  | Игра года                                                           | Batman: Arkham Asylum                         | Номинация | [ 150 ] [ 151 ] |
| 2010 | Develop Awards 2010                            | Лучшее использование лицензии или интеллектуальной собственности    | Batman: Arkham Asylum                         | Победа    | [ 217 ]         |
| 2010 | Develop Awards 2010                            | Внутренняя студия                                                   | Rocksteady Studios                            | Победа    | [ 217 ]         |
| 2010 | Golden Reel Awards                             | Лучшая звукорежиссура: компьютерные развлечения                     | Batman: Arkham Asylum                         | Номинация | [ 152 ]         |

## Наследие
Благодаря этой игре, в 2010 году издатель Warner Bros. Interactive Entertainment сначала купил 25 % акций студии Rocksteady, а позднее компания была полностью выкуплена издателем. Успех Arkham Asylum положил начало целой серии видеоигр Batman: Arkham — в октябре 2011 года вышло прямое продолжение, Arkham City, действия которого проходят через год после Asylum. За его издание на этот раз отвечало только Warner Bros. Interactive Entertainment. По сюжету, мэр Готэм-Сити Квинси Шарп под влиянием Хьюго Стрейнджа закрывает лечебницу Аркхэм и тюрьму Блэкгейт, превратив часть городских трущоб в тюрьму под открытым небом «Аркхэм-Сити». Тем временем Джокер находится при смерти из-за передозировки «Титаном», и Бэтмен должен сделать антидот для излечения своего главного противника. Arkham City вводит сразу нескольких новых персонажей для серии — Хьюго Стрейндж, Робин, Женщина-кошка, Ра’с аль Гул и Мистер Фриз. В мае 2011 года к игре вышла ограниченная одноимённая серия комиксов, объединяющая сюжеты Arkham Asylum и Arkham City; за её написание отвечал Пол Дини, а за иллюстрации — Карлос Д’Анда. В октябре 2013 года вышла третья часть игровой франшизы — Arkham Origins; в отличие от предыдущих игр, за Origins отвечала не Rocksteady, а Warner Bros. Games Montreal, одно из подразделений издателя. Её действия проходят за несколько лет до событий Asylum, а ещё совсем молодому Бэтмену противостоит Чёрная Маска. В июне 2015 года вышла заключительная часть серии и прямое продолжение Arkham City — Arkham Knight. В сентябре 2015 года в Arkham Knight также добавили костюм из Asylum, а в декабре — Бэтмобиль.
Писатель Грант Моррисон признавался, что Asylum послужила главным источником вдохновения для комикса Batman Incorporated. Он сказал, что «хотел передать ощущение Arkham Asylum. Когда я проходил её, я прочувствовал, каково это — быть Бэтменом».